# Кунда (река)
Ку́нда (устар. Зем; эст. Kunda jõgi) — река в Эстонии. Течёт по территории волостей Винни, Раквере и Виру-Нигула в уезде Ляэне-Вирумаа на северо-востоке страны.
Длина реки составляет 69 км, площадь бассейна — 530 км².
Исток реки находится в 1,5 км севернее посёлка Роэла, на восточном склоне возвышенности Пандивере. В нижнем течении протекает через восточную часть города одноимённого города. Впадает бухту Кунда-Лахт Финского залива.